# In Love with Love (album)
Pour les articles homonymes, voir In Love with Love.
Albums de Elva Hsiao
Love's Theme Song, Kiss
(2002) Fifth Avenue
(2003)
In Love With Love est le 6e album de Elva Hsiao, sorti sous le label Virgin Records le 16 mai 2003 à Taïwan.

## Liste des titres
| 1.  | Wo Jiu Shi Wo Remix (我就是我Remix; I Am Me Remix)               | 4:11 |
| 2.  | Jin Xing Shi (進行式; Progressive Mode)                          | 4:18 |
| 3.  | Kai Shi Ai (開始愛; Start Love)                                  | 3:09 |
| 4.  | Ai Qing Zhuan Yong (愛情專用; Exclusively for Love)              | 3:34 |
| 5.  | Yi Bei Zi Zuo Ni De Nu Hai (一輩子做你的女孩; Forever Your Girl) | 4:32 |
| 6.  | Ai Shang Ai (愛上愛; In Love With Love)                          | 4:03 |
| 7.  | Xiang Dao Ni (想到你; Thinking of You)                           | 4:36 |
| 8.  | Yuan Shi (原始; Original)                                        | 3:11 |
| 9.  | Bu Pei (不配; Bad Match)                                         | 4:17 |
| 10. | Mo Shu (魔術; Magic)                                             | 3:21 |
| 11. | Wo Jiu Shi Wo (我就是我 ; I Am Me)                               | 3:30 |